# Cipreses (Dvořák; versión para cuarteto de cuerdas)

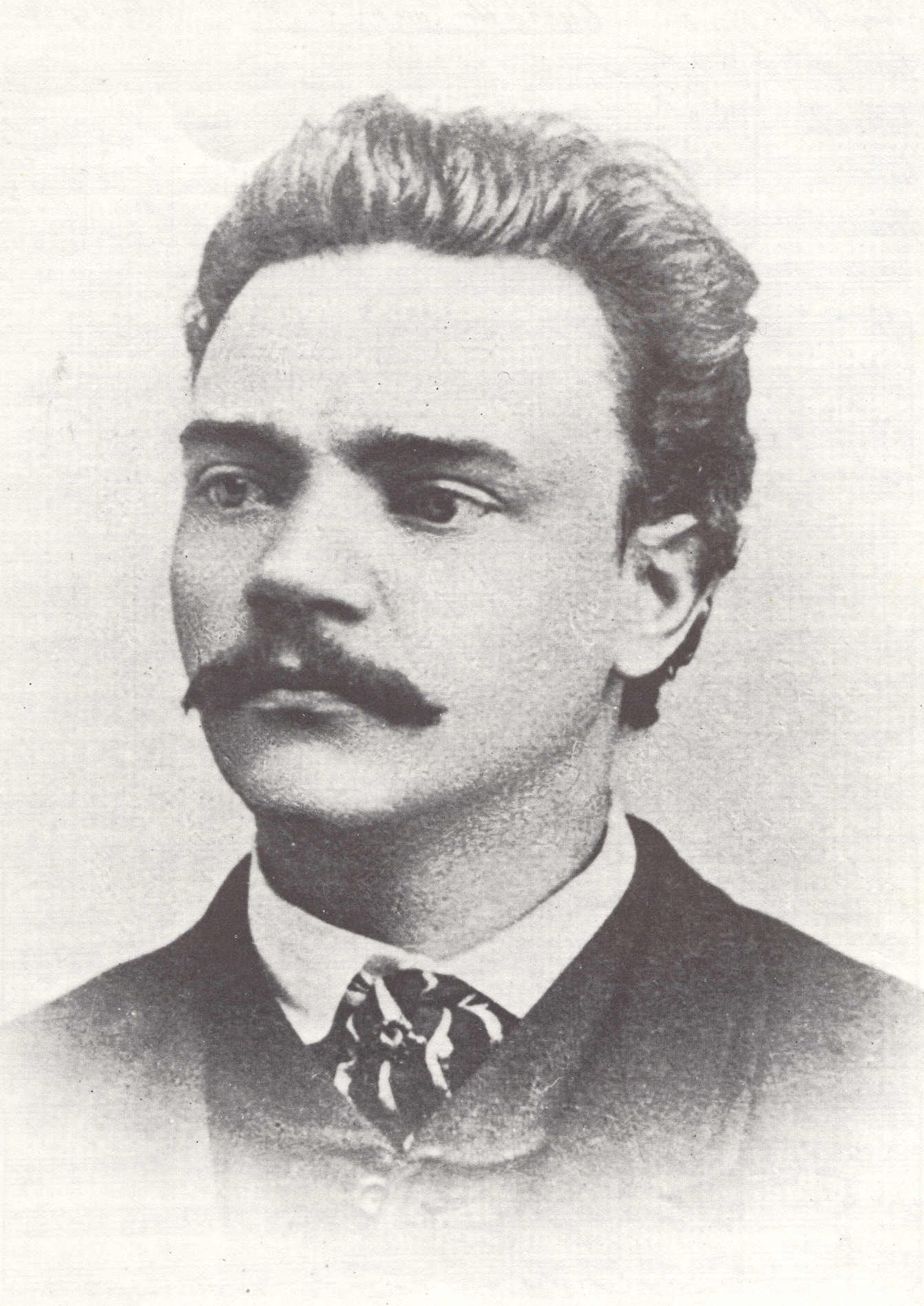
Dvorak 1868

En 1887, Antonín Dvořák seleccionó 12 de las 18 canciones de amor de su colección Cipreses (en checo: Cypřiše), B.11, de 1865, y las arregló para cuarteto de cuerdas, B.152. También llamó a estas 12 piezas Cipreses. Las 12 piezas que seleccionó del opus B. 11 son los números 2 a 4, 6 a 9, 12, 14 y 16 a 18; las canciones originales son para voz solista y piano, y son selecciones de poemas de Gustav Pfleger-Moravsky de la colección "Cipreses" (de ahí el título).

## Antecedentes

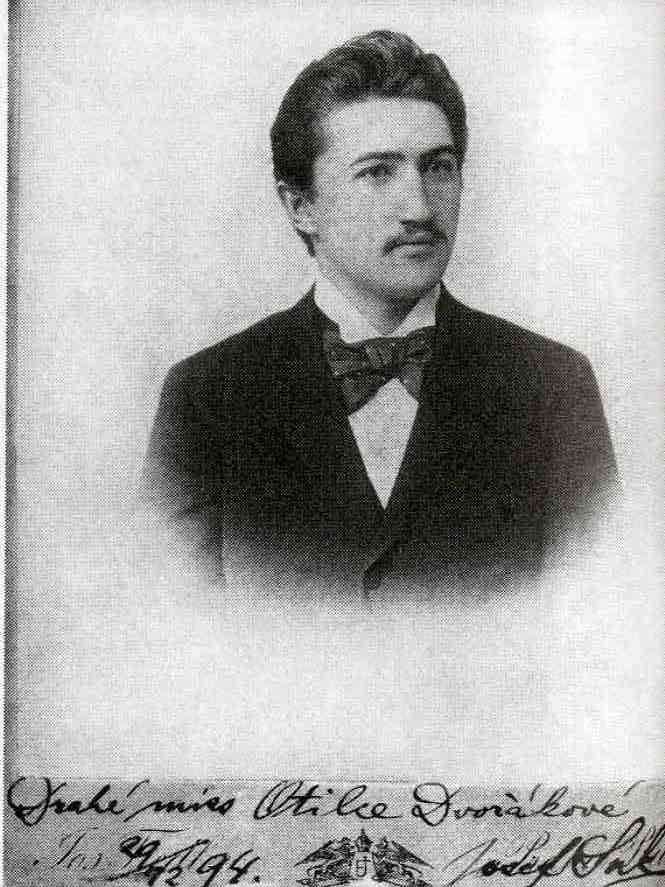
Josef Suk

10 de estas piezas (1–9 y 11) fueron editadas por Josef Suk y publicadas por Hudební Matice Umělecké Besedy en 1921; el conjunto completo de 12 aparece en la Soubourne kritické vydání,  la Edición crítica completa, de 1957. Originalmente se titularon Ecos de canciones, más tarde Canciones de tarde, bajo la cual Karel Ondříček, Jan Pelikan, Petr Mares y Alois Neruda dieron su primera interpretación a las números 1–3 y 9, en Umělecká beseda, el 6 de enero de 1888. Dvořák las describió así: "Estas pequeñas composiciones eran originalmente canciones (18), cuatro de las cuales fueron publicadas como Op. 2 por Stary. . . Las escribí en 1865 y ahora, después de 22 años, las he arreglado para cuarteto, bajo el título 'Ecos de canciones'". Josef Suk les dio su título actual.

## Estructura
Las canciones originales son claramente reconocibles en estos arreglos de cuarteto de cuerdas, con línea melódica, ritmo y armonía sin cambios. Para la n.° 11, Dvořák cambió la tonalidad y en la mitad de ellas las amplió por repetición, en su mayoría con algún intercambio de asignación de líneas a los diferentes instrumentos.
Las piezas son las siguientes:
| B 152  | Título - 'Cipreses' (Cypřiše) - inicialmente 'Eco de canciones' (Ohlas písní) (12):     | Tempo                 | notas                                   |
| ------ | --------------------------------------------------------------------------------------- | --------------------- | --------------------------------------- |
| 152/1  | Sé que te amo (Já vím, že v sladké naději)                                              | moderado              | 2.ª versión de B.11/6, B.160/4          |
| 152/2  | La muerte reina en muchos senos humanos (V tak mnohém srdci mrtvo jest)                 | Allegro ma non troppo | 2.ª versión de B.11/1, B. 11/3, B.160/2 |
| 152/3  | Cuando tus dulces miradas caen sobre mí (V té sladké moci očí tvých)                    | Andante con moto      | 2.ª versión de B.11/2, B.160/7          |
| 152/4  | El amor nunca nos llevará a ese final feliz (Ó, naší lásce nekvete to vytoužené štěstí) | Poco adagio           | 3.ª versión de B.11/8, B.123/4, B.160/1 |
| 152/5  | La carta antigua en mi libro (Zde hledím na tvůj drahý list)                            | Andante               | 2.ª versión de B.11/12                  |
| 152/6  | Oh, adorable rosa dorada (Ó, zlatá růže spanilá)                                        | Andante moderado      | 2.ª versión de B.11/7                   |
| 152/7  | Deambulo a menudo por la casa de Yonder (Kol domu se teď potácím)                       | Andante con moto      | 3.ª versión de B.11/9, B.123/3, B.160/3 |
| 152/8  | En el claro del bosque más profundo me paro (Zde v lese u potoka)                       | Lento                 | 2.ª versión de B.11/14, B.160/6         |
| 152/9  | Sólo tú, querido (Ó, duše drahá, jedinká)                                               | moderado              | 2.ª versión de B.11/4, B.160/8          |
| 152/10 | Allí se encuentra una roca antigua (Tam stojí stará skála)                              | Andante maestoso      | 2.ª versión de B.11/16                  |
| 152/11 | La naturaleza yace en paz en el sueño (Nad krajem vévodí lehký spánek)                  | Allegro scherzando    | 2.ª versión de B.11/17, B.160/5         |
| 152/12 | Preguntas por qué mis canciones (Ty se ptáš, proč moje zpěvy)                           | Allegro animado       | 2.ª versión de B.11/18                  |